# Archidendropsis fulgens
Archidendropsis fulgens är en ärtväxtart som först beskrevs av Jacques-Julien Houtou de La Billardière, och fick sitt nu gällande namn av Ivan Christian Nielsen. Archidendropsis fulgens ingår i släktet Archidendropsis och familjen ärtväxter. Inga underarter finns listade i Catalogue of Life.